# Przezwisko
Trwa dyskusja nad usunięciem tego artykułu, kliknij i weź w niej udział.
Przezwisko – rodzaj pseudonimu stosowanego do określenia lub identyfikacji danej osoby. Przezwisko z reguły ma charakter obraźliwy. Przezwisko bez obraźliwego wydźwięku to pseudonim (lub ksywa), w internecie używa się także określeń login lub nick.